# 京城師管区
京城師管区（けいじょうしかんく）は、1945年4月1日に、日本陸軍が徴兵などの軍事行政と地域防衛のために日本本土と朝鮮を区分けして設けた師管区の一つである。朝鮮の中央部にあたる江原道・京畿道・忠清北道・忠清南道を範囲とした。区内はそれぞれの道に対応する春川兵事区・京城兵事区・清州兵事区・大田兵事区に分かれた。羅南師管区・平壌師管区・大邱師管区・光州師管区とともに、朝鮮軍管区の下にあった。京城師管区司令部の管轄で、京城師管区部隊があった。8月の敗戦で意義を失い、形式的には翌1946年3月31日に廃止された。

## 概要
師管区は従来の師管を改称したもので、地域防衛の担当地域であると同時に、徴兵・補充の単位となる地域でもある。朝鮮には一時を除き師管がなかったが、4月1日に師管を師管区に改めたとき、京城師管区が置かれることになった。
京城の師管区司令部は、留守第20師団司令部を改称して発足した。師管区部隊の補充隊は、新たに編成する形をとった。

## 師管区部隊
師管区司令官
- 菰田康一 予備役陸軍中将：1945年（昭和20年）4月1日 -

師管区参謀長
- 赤木喜代治 大佐：1945年4月1日 -

師管区兵務部長
- 川村赳 少将